# Pápa
Pápa – miasto w zachodnich Węgrzech, w komitacie Veszprém, u podnóża Lasu Bakońskiego. Założone w 1383 roku. Obecnie (I 2011 r.) liczy prawie 32,5 tys. mieszkańców.

## Historia
Większość mieszkańców wywodzi się od niemieckich osadników, którzy przybyli w XVIII w. Pápa było dawniej centrum handlu winami Somló. Przed II wojną światową mieszkało tu 1250 Żydów, którzy w większości zginęli podczas Holokaustu. W mieście znajdują się dwa żydowskie cmentarze.

## Współczesność
Miasto ma duże historyczne centrum, w którym znajdują się odnowione kamieniczki, kawiarnie i muzea, np. muzeum farbowania na niebiesko Kékfestő Múzeum ulokowane w starej farbiarni.
W mieście rozwinął się przemysł maszynowy, włókienniczy oraz skórzany.

## Urodzeni w Pápa
Z Pápa pochodzi kilku polityków węgierskich:
- Ferenc Gyurcsány (ur. 1961)
- Zoltán Kovács (ur. 1959)
- László Kövér (ur. 1959)
- Gábor Kuncze (ur. 1957)

## Miasta partnerskie
- Kampen, Holandia
- Gorlice, Polska
- Schwetzingen, Niemcy
- Casalecchio di Reno, Włochy
- Lučenec, Słowacja
- Covasna, Rumunia
- Leinefelde, Niemcy